# 재조본 사분율 권47~50
재조본 사분율 권47~50(再雕本 四分律 卷四十七~五十)은 부산광역시 서구 동아대학교 석당박물관에 있는, 보 제32호인 『합천 해인사 대장경판』을 조선 초기에 인출한 책이다. 2017년 8월 31일 대한민국의 보물 제1943호로 지정되었다.

## 개요
『재조본 사분율 권47~50』의 1책은 국보 제32호인 『합천 해인사 대장경판』을 조선 초기에 인출한 책이다. 거질의 대장경 중에서 4권 1책에 불과하지만 보존상태가 온전한 조선 초기의 선장(線裝) 형식의 인본이 국내에서 처음 공개되었다는 점에서 국가문화재(보물)로 지정하여 보존할 필요가 있다고 판단된다.

## 같이 보기
- 합천 해인사 대장경판 - 국보 제32호

## 참고 자료
- 재조본 사분율 권47~50 - 국가유산청 국가유산포털